# Azul de toluidina
El azul de toluidina o cloruro de tolonio (según el INN), a veces abreviado como TBO) es un colorante catiónico (básico) metacromático de color azul, utilizado en histología y algunas veces en el ambiente clínico. El compuesto es un derivado del aminotoluol, compuesto homólogo de la anilina derivada del toluol. Se encuentra químicamente emparentado con el Azure A, Azure B y Azure C.

## Propiedades
En suspensión presenta un color azul y cuando se expone a estructuras ricas en grupos aniónicos (heparina, condroitín sulfatos, etc.) las moléculas de esta sustancia se ordenan formando agrupaciones que alteran la longitud de onda absorbida, virando del color azul al color rojo. Este efecto se denomina metacromasia.
Este colorante tiñe estructura basófilas, tales como la cromatina. Se puede comportar como colorante ortocromático (tiñe de color azul) o metacromático (tiñe de color violeta-rojo), dependiendo del pH y de la naturaleza química de la sustancia teñida.
Se usa frecuentemente como colorante ortocromático para teñir tejido nervioso, donde tiñe la heterocromatina y los gránulos de Nissl (acúmulos de cisternas de retículo endoplásmico rugoso) de los somas neuronales, así como las fibras nerviosas amielínicas y células glíales.
Se usa frecuentemente como colorante metacromático en las estructuras ricas en proteoglucanos sulfatados, como el heparán sulfato, presente, por ejemplo, en el cartílago joven (condroblastos y matriz inmadura) y en los gránulos de las células cebadas.
Las intoxicaciones con azul de toluidina son tratadas con heparina.

## Test para lignina
La solución de azul de toluidina se utiliza en una prueba para demostrar la presencia de lignina, una molécula orgánica compleja que cementa las fibras de celulosa en las paredes celulares, endureciendo y aumentando su resistencia. Un test de azul de toluidina positivo provoca que la solución vire del color azul al color rosado. Un test similar se puede realizar utilizando una solución de clorohidrato de floroglucinol, la cual se torna roja.

## Otros usos histológicos
El azul de toluidina se utiliza a menudo para identificar a los mastocitos, en virtud de la heparina presente en sus gránulos. También se utiliza para teñir proteoglicanos y glicosaminglicanos en tejidos tales como el cartílago. Las estructuras macromoleculares de carbohidratos fuertemente acídicos presentes en los mastocitos y cartílagos se tiñen de rojo por el colorante azul.
Las soluciones azules alcalinas de toluidina, se usan comúnmente para teñir secciones semidelgadas (0,1 a 0,5 μm) de tejidos fijados en resina. A pH altos (cercanos a 10) el colorante se une a los ácidos nucleicos y a todas las proteínas. A pesar de que todas las estructuras resultan teñidas, los detalles estructurales se hacen claramente visibles debido a la delgadez de todas las proteínas. Las secciones semidelgadas se utilizan en conjunción con estructuras ultradelgadas examinadas por microscopía electrónica.

## Usos clínicos
Este colorante se utiliza a veces por los cirujanos para ayudar a resaltar áreas de displasia en mucosas (las cuales captan preferencialmente el colorante en comparación con el tejido normal) en las lesiones premalignas (p. ej. leucoplasia). Esta propiedad puede utilizarse para elegir el mejor sitio para biopsiar la lesión, o durante la cirugía de remoción para decidir donde remover más tejido y donde dejarlo.